# Торкил Дамхауг
Торкил Дамхауг (на норвежки: Torkil Damhaug) е норвежки лекар и писател на произведения в жанра психологически трилър и криминален роман.

## Биография и творчество
Торкил Дамхауг е роден на 8 ноември 1958 г. в Лилехамер, Норвегия.
Завършва специалност литература и антропология в университета в Берген и медицина в университета в Осло. Работи като лекар на Лофотенските острови и в психиатрични институции в Акерсхус.
Първият му роман „Flykt, måne“ (Бягство, луна) е издаден през 1996 г. и получава добри оценки от критиката.
През 1999 г. е публикуван романът му „Syk rose“ (Болна роза), фантастичен психологически трилър, чиято история се развива на фона на историческите събития – нацисткото превземане на Германия и войната, която го предизвика. След него той напуска работата си и се посвещава на писателската си кариера.
През 2007 г. е издаден психологическия му трилър „Погледът на Медуза“ от поредицата „Криминални досиета от Осло“. Романите от поредицата – „Подпалвачът“ и „Пети сезон“ са удостоени с престижната награда „Ривъртън“.

## Произведения

### Самостоятелни романи
- Flykt, måne (1996)
- Syk rose (1999)
- Overlord (2006)

### Серия „Криминални досиета от Осло“
1. Se meg, Medusa (2007)
Погледът на Медуза, изд. „Светлана Янчева – Изида“ (2015), прев. Василена Старирадева
2. Døden ved vann (2009)
Смърт във вода, изд. „Светлана Янчева – Изида“ (2016), прев. Василена Старирадева
3. Ildmannen (2011) – награда „Ривъртън“
Подпалвачът, изд. „Светлана Янчева – Изида“ (2019), прев. Ангел Митев
4. Sikre tegn på din død (2013)
Сигурни знаци за твоята смърт, изд. „Светлана Янчева – Изида“ (2020), прев. Галина Узунова
5. En femte årstid (2016) – награда „Ривъртън“
6. Glasshjerte (2017)